# María Soliño
María Soliña, María Soliño o María Solinha (Cangas de Morrazo, Pontevedra, 1551 - siglo XVII, después de 1617) fue una pescadora y terrateniente gallega, juzgada por brujería en 1621, a los setenta años, por la Inquisición española en Santiago de Compostela. Fue torturada hasta confesar para evitar el martirio.
María Soliña era una mujer de estatus económico medio lo que le supuso su arresto por el Santo Oficio, en el declive económico de la villa, y tras un ataque turco, con el objeto de hacerse con su patrimonio ante la decadencia de las elites de Cangas. María Soliña se ha convertido en un personaje legendario.

## La villa de Cangas en la época

### SigloXVI
A principios del siglo XVI Cangas tenía un monasterio de monjas. De su puerto salían grandes cantidades de merluza, congrio y otras especies que se vendían frescos o se exportaban secos a varias provincias de España y del extranjero.

### Piratas berberiscos
Un memorial del procurador Gerónimo Núñez relata cómo en el año 1617 una escuadra de piratas berberiscos llegó a la ría de Vigo desembarcando a dos mil hombres en Cangas, entre punta de Rodeira y punta Balea. La villa fue saqueada y quemada y con motivo de esta tragedia muchas mujeres perdieron el uso de la razón, siendo posteriormente juzgadas como brujas.

### Capital de O Morrazo
A pesar de que la villa tardó tiempo en recuperarse del desastre turco, a finales del siglo XVIII y principios del XIX, Cangas recuperó su importancia adquiriendo la capitalidad de la Península de O Morrazo aunque, con la división municipal de 1836, su influencia quedaría limitada.

## María Soliña

### Vida
Aunque se sabe que nació en 1551, en la propia villa de Cangas, la fecha de su muerte se desconoce. No existe partida de defunción. Este último punto daría a la imaginación popular las alas necesarias para crear el personaje nunca muerto de María Soliña.
Se casó con Pedro Barba, un pescador de la villa. Este hombre llegó a poseer, aparte de su embarcación (una dorna), una empresa de manufactura de pescado. El matrimonio tuvo hijos, aunque se desconoce el número.

### Posesiones
La familia Barba vivía en una casa de dos plantas de piedra en el centro de la villa, las típicas casas de patín de Cangas. María Soliño, por herencia, poseía varias fincas. Pedro Barba y su cuñado, hermano de María,  habían creado una empresa entre ambos para pescar, manufacturar y exportar pescado de la ría.
Sin embargo, las posesiones más importantes de la familia eran los derechos de presentación de esta mujer en la Colegiata de Cangas de Morrazo y en la Iglesia de San Cibrán de Aldán.

## Derechos de presentación
Consistía este derecho en que los sucesores del fundador de una iglesia podían proponer a su titular cuando quedara vacante, y a su vez participar de los beneficios que aquella generara.

## Acusaciones contra María Soliño
Aunque la causa real fue su riqueza material en una época de bajas rentas para nobles y burgueses la acusación oficial ante el Tribunal del Santo Oficio de Compostela fue de brujería. Se basaban en los continuos viajes de María, por la noche, a la playa, al lugar donde su marido y su hermano habían muerto luchando contra los turcos. El mar se había llevado los cuerpos y María Soliño rezaba para que volvieran.

### Implicación de María Soliño en la "Caza de brujas"
Siendo como era una de las mujeres más ricas del pueblo, enseguida llamó la atención de los nobles. Nueve mujeres en total, entre ellas Soliño, fueron juzgadas y condenadas por diferentes acusaciones relacionadas con la brujería. Con los datos necesarios encontrados, y los que no, inventados, fue llevada a las cárceles secretas del Santo Oficio. Para disimular su reprobable propósito, los burgueses y la Inquisición mezclaron algunas mujeres que sí poseían derechos de presentación con otras que eran "pobres de solemnidad". Muchas de ellas se encontraban totalmente desamparadas, por haber quedado viudas tras los tristes sucesos de 1617.

### Proceso Penal de María Soliño
María Soliño fue capturada y torturada en Santiago de Compostela hasta que confesó ser bruja desde hacía dos décadas. Requisaron sus bienes y derechos de presentación (que era el principal objetivo del Santo Oficio) y la condenaron a llevar el hábito de penitente durante seis meses, pero no se sabe si murió antes o después del castigo, pues no hay acta de defunción. Por otra parte es presumible su muerte poco tiempo después de la tortura ya que, con setenta años, los daños físicos y psíquicos sufridos en ella no podían dejar de notarse.
Por culpa de sus posesiones y la avaricia de los nobles María Soliño murió pobre y sola. Pero siempre se mantuvo en la memoria colectiva, aunque su imagen se haya deformado como bruja y loca.

## María Soliña en la literatura, el teatro, el cine, la ópera y la música
- “A defensa da Vila. María Soliña”, obra teatral de Xosé Manuel Pazos en el que se representa el desembarco turco y la historia de María Soliña.[5]
- 1962 - María Soliña, poema por Celso Emilio Ferreiro de su poemario Longa Noite de Pedra.
- 1999 - María Soliña, canción arreglada por el músico Antonio Ignacio Paz Valverde musicalizando el poema de Celso Emilio Ferreiro para el álbum de Carlos Núñez titulado "Os Amores Libres" (posteriormente en 2022 por la banda española de fölk-metal Mägo de Oz, como parte del disco Love and Oz II).
- 2012 - A paixón de María Soliña, documental de Emilio Fernández y Alfonso Castaño sobre María Soliña.
- 2015 - La voz del viento, de Pemón Bouzas, novela (LX Premio de Novela Ateneo Ciudad de Valladolid, 2014).[6]
- 2020 - María Solinha, película dirigida por Ignacio Vilar, productora Vía Láctea Filmes S. L.
- 2021 - María Soliña, de Millán Picouto, tragedia en cinco actos en su obra completa "El macrocosmos". Linteo.
- 2021 - María Soliña, ópera folk en gallego por Nacho Mañá, basada en el texto de Xosé Manuel Pazos.
- 2022 - "Maria Soliña" canción de Mago de Oz en su álbum "Love and Oz vol.2"